# 狹鱗庸鰈
狹鱗庸鰈為輻鰭魚綱鰈形目鰈亞目鰈科的其中一種，為溫帶海水魚，分布於北太平洋區，從北海道、鄂霍次克海至墨西哥下加利福尼亞海域，棲息深度0-1200公尺，體長可達267公分，棲息在底層水域，會進行洄游，以魚類、甲殼類、貝類、烏賊等為食，生活習性不明，為高經濟價值的食用魚、遊釣魚及觀賞魚。